# Trần Đình Long (doanh nhân)
Trần Đình Long (sinh ngày 22 tháng 2 năm 1961) là một doanh nhân, tỷ phú người Việt Nam. Ông hiện là Chủ tịch Hội đồng quản trị Công ty cổ phần Tập đoàn Hòa Phát (HPG). Ông được coi là doanh nhân thành công và giàu có nhất ngành thép Việt Nam. Năm 2020, ông là người giàu thứ 2 trên sàn chứng khoán Việt Nam, sau Phạm Nhật Vượng.

## Xuất thân
Trần Đình Long sinh ngày 22 tháng 2 năm 1961, tại Hải Dương (quê quán tại Khu Lê Bình, thị trấn Thanh Miện, huyện Thanh Miện, tỉnh Hải Dương).
Ông hiện cư trú ở quận Hoàn Kiếm, thành phố Hà Nội.
Mẹ ông tên là Đỗ Thị Giới. Tính đến 16/6/2017, bà Đỗ Thị Giới có 890,827 cổ phiếu HPG với giá trị 36.2 tỉ đồng.

## Giáo dục
Ông tốt nghiệp cử nhân kinh tế Đại học Kinh tế Quốc dân vào năm 1986.

## Sự nghiệp
Từ năm 1996 đến năm 2005, ông là Chủ tịch Hội đồng quản trị các công ty thuộc nhóm Hòa Phát.
Từ năm 1992 đến năm 1996, ông là Chủ tịch Hội đồng thành viên kiêm Giám đốc Công ty Trách nhiệm hữu hạn Thiết bị Phụ tùng Hòa Phát.
Năm 2020, ông là người giàu thứ 2 trên sàn chứng khoán Việt Nam, sau Phạm Nhật Vượng.
Đầu tháng 3 năm 2019, tên Trần Đình Long xuất hiện trong danh sách tỉ phú USD trên danh sách real time của tạp chí Forbes với tài sản 1 tỉ USD, xếp thứ 1756 thế giới.

## Tài sản
Trên bảng xếp hạng tỷ phú thế giới năm 2022 của Forbes, chủ tịch Hòa Phát xếp thứ 951 với tài sản 3,2 tỉ đô la Mỹ, người giàu thứ hai tại Việt Nam.

### Cổ phiếu
Tính đến 1/12/2020, ông Trần Đình Long có 864,000,000 cổ phiếu HPG, tương đương 26,08% vốn điều lệ Hoà Phát với giá trị 33,523.2 tỉ đồng, sau khi mua thỏa thuận 24 triệu cổ phiếu từ Phó Chủ tịch HĐQT Doãn Gia Cường..

### Máy bay
Năm 2010, ông mua một chiếc trực thăng EC 135P2i 6 chỗ ngồi với giá gần 5 triệu USD (tương đương gần 96 tỉ đồng).
Năm 2011, ông mua một chiếc trực thăng 12 chỗ ngồi mang mã VN-D668. Chiếc trực thăng này có thể bay chặng dài Hà Nội - Đà Nẵng mà không cần phải tiếp thêm nhiên liệu. Chiếc trực thăng này thuộc sở hữu của riêng ông, hiện nay đang cho Tập đoàn Hòa Phát thuê.

## Gia đình
Ông có vợ tên là Vũ Thị Hiền. Tính đến 16/6/2017, bà Vũ Thị Hiền có 110,522,391 cổ phiếu HPG với giá trị 4,492.7 tỉ đồng. Năm 2013, bà là một trong 10 người giàu nhất sàn chứng khoán Việt Nam cùng ông Trần Đình Long.
Ông có hai người con lần lượt tên là Trần Vũ Minh và Trần Huyền Linh.